# معامل أمان

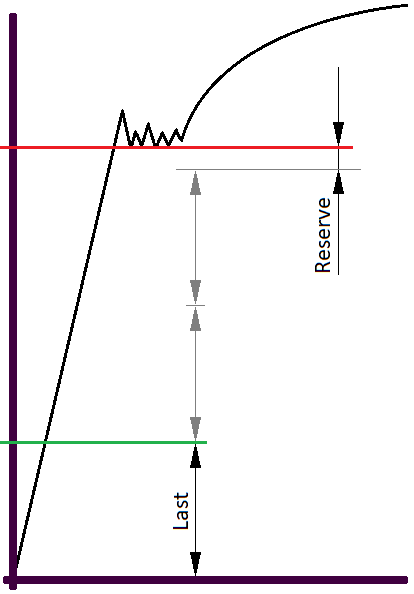

في الهندسة، معامل الأمان، يعبر عن مقدار زيادة قوة نظام عما يحتاجه الحمل التصميمي. تُحسب معاملات الأمان عادةً بالتحليل التفصيلي لأن الاختبار الشامل يُعد غير عملي في العديد من المشاريع، كالجسور والأبنية، ولكن يجب تحديد قدرة البنية على تحمل حمل ما بدقة معقولة.
تُبنى العديد من الأنظمة أقوى بكثير من المطلوب في حالة الاستعمال العادي عن عمد للسماح بحالات الطوارئ، والأحمال غير المتوقعة، وإساءة الاستخدام، أو الاهتلاك (الوثوقية).

## التعريف
هناك تعريفان لمعامل الأمان:
1. نسبة المتانة المطلقة لبنية ما (الاستطاعة البنيوية) إلى الحمل المطبق فعليًّا؛ هذا مقياس لوثوقية تصميم معين. هذه قيمة محسوبة، ويشار إليها أحيانًا، بهدف الوضوح، بمصطلح معامل الأمان المحقق.
2. قيمة ثابتة مطلوبة، يفرضها قانون، أو معيار، أو توصيف، أو عقد، أو عرف، يجب أن تخضع لها أو تتجاوزها البنية. يمكن الإشارة لهذا بمصطلح معامل التصميم، أو المعامل التصميمي للأمان، أو معامل الأمان المطلوب.

يجب أن يكون معامل الأمان المحقق أكبر من المعامل التصميمي للأمان المطلوب. ولكن استخدام المصطلح يختلف بين المجالات والمجموعات الهندسية المختلفة ويؤدي إلى الخلط والتشويش؛ من الضروري الانتباه للتعريف المستخدم. سبب الكثير من الخلط هو استعمال الكتب المرجعية المختلفة ووكالات المعايير المختلفة لتعاريف ومصطلحات معامل الأمان بشكل مختلف. تستخدم دفاتر الشروط التصميمية (كودات التصميم) وكتب هندسة الميكانيك والهندسة البنيوية مصطلح «معامل الأمان» بمعنى نسبة الاستطاعة البنيوية الكلية إلى تلك المطلوبة أي بمعنى معامل الأمان المحقق (الاستخدام الأول). العديد من الكتب الجامعية لمقاومة المواد (ميكانيكا المواد) تستخدم «معامل الأمان» كقيمة ثابتة مطلوبة كهدف أصغري للتصميم (الاستخدام الثاني).

## الحساب
هناك عدة طرق لمقارنة معامل الأمان للبنى. كل الطرق المختلفة في الحساب تقيس بشكل أساسي الشيء نفسه: مدى تحمّل البنية فعليًّا حملًا زائدًا أكثر مما كان عليها تحمله بالأصل (أو كم يُطلب منها أن تتحمل). الفرق بين الطرق هو في طريقة حساب القيم ومقارنتها. يمكن التفكير بقيم معاملات الأمان على أنها طريقة معيارية لمقارنة المتانة والوثوقية بين الأنظمة.
لا يعني استخدام معامل الأمان أن الشيء، أو البنية، أو التصميم «آمن». قد تؤثر العديد من عوامل ضمان الجودة، والتصميم الهندسي، والتصنيع، والتركيب، والمستخدم النهائي على كون الشيء آمنًا من عدمه في أي حالة خاصة.

### معامل التصميم ومعامل الأمان
الفرق بين معامل الأمان ومعامل التصميم (المعامل التصميمي للأمان) هو كما يلي: معامل الأمان، أو إجهاد الخضوع، هو مقدار تحمل القطعة المصممة فعليًّا («الاستخدام» الأول المذكور آنفًا). معامل التصميم، أو إجهاد العمل، هو ما يُطلب من الشيء تحمله («الاستخدام» الثاني). يحدَّد معامل التصميم لتطبيق ما (يُعطى مسبقًا في الحالة العامة وغالبًا ما يُحدد بالقانون التنظيمي للبناء أو كود البناء) ولا ينتج عن حسابات حقيقية، معامل الأمان هو نسبة المتانة الأعظمية إلى الحمل التصميمي للشيء الحقيقي الذي صُمم.
معامل الأمان = (إجهاد الخضوع) / (إجهاد العمل)
الحمل التصميمي هو الحمل الأعظمي الذي يجب ألا تتعرض القطعة لأكبر منه على مدى خدمتها.
وفق هذا التعريف، تستطيع بنية بمعامل تصميم يساوي 1 تمامًا أن تتحمل الحمل التصميمي لا أكثر. أي حمل إضافي سيسبب انهيار البنية. ستنهار البنية التي يساوي معامل أمانها 2 عند ضعف الحمل التصميمي.

### هامش الأمان
تتطلب العديد من وكالات ومؤسسات الحكومة (كمؤسسة الفضاء الجوي) استخدام هامش أمان لوصف نسبة متانة البنية إلى المتطلبات. هناك تعريفان منفصلان لهامش الأمان لذا يجب الانتباه لتحديد أيهما هو المستخدم في تطبيق ما. أحد استخدامي هامش الأمان هو كمقياس للقدرة كمعامل الأمان. الاستخدام الآخر لهامش الأمان هو كمقياس لمدى تحقيق متطلبات التصميم (التحقق من المتطلبات). يمكن تصور هامش الأمان (مع معامل الاحتياط المشروح أدناه) كتمثيل لكم القدرة الكلية للبنية المتروك «كاحتياطي» أثناء التحميل.

هامش الأمان كمقياس لقدرة البنية: يعني هذا التعريف لهامش الأمان والذي يشيع استخدامه في الكتب المرجعية في جوهره أنه إذا كانت القطعة محملة بالحمل الأعظمي التي يجب ألا تتجاوزه طيلة خدمتها، كم تستطيع أن تتحمل من الأحمال ذات القوة نفسها قبل أن تنهار. في الحقيقة، يمثل هذا مقياسًا للقدرة الفائضة. إذا كان الهامش 0، لن تتحمل القطعة أي حمل إضافي قبل أن تنهار، إذا كان الهامش سالبًا ستنهار القطعة قبل الوصول إلى حملها التصميمي في الخدمة. إذا كان الهامش 1، تستطيع القطعة تحمل حمل إضافي واحد قوته تساوي الحمل الأعظمي الذي صُممَت القطعة لتحمله (أي ضعفي الحمل التصميمي).
هامش الأمان = (حمل الانهيار / الحمل التصميمي) -1

هامش الأمان = معامل الأمان -1
هامش الأمان كمقياس للتحقق من المتطلبات: تضع العديد من الوكالات والمنظمات كناسا والمؤسسة الأمريكية للملاحة الجوية والفضائية المعامل التصميمي في تعريف هامش الأمان، بكلمات أخرى، يُحسب هامش الأمان بعد تطبيق المعامل التصميمي. في حالة هامش أمان يساوي 0، تكون متانة القطعة المتانة المطلوبة بالضبط (معامل الأمان يساوي المعامل التصميمي). إذا وجدت قطعة معاملها التصميمي المطلوب 3 وهامش أمانها 1، سيكون لها معامل أمان 6 (تستطيع تحمل حملين مساويين لمعاملها التصميمي 3، متحملةً بذلك ستة أضعاف الحمل التصميمي قبل الانهيار). الهامش 0 يعني قبول القطعة التي معامل أمانها 3. إذا كان الهامش أقل من 0 وفق هذا التعريف، مع أن القطعة لن تنهار بالضرورة، فإن متطلبات التصميم لم تتحقق. من فوائد هذا الاصطلاح أنه ولكل التطبيقات، يُقبل هامش أمان 0 أو أكثر، ولا يحتاج المرء لمعرفة تفاصيل التطبيق أو يقارن مع المتطلبات، بنظرة واحدة إلى حساب هامش الأمان نستطيع تحديد قبول التصميم من عدمه. هذا مفيد لإلقاء نظرة عامة ومراجعة المشاريع التي فيها العديد من العناصر المتكاملة، إذ يمكن أن تمتلك العناصر المختلفة عوامل تصميمية متعددة ويساعد حساب هامش الأمان في منع حدوث ارتباك.
معامل الأمان التصميمي = ]كما في المتطلبات[
هامش الأمان = (حمل الانهيار / (الحمل التصميمي × معامل الأمان التصميمي)) -1

هامش الأمان = (معامل الأمان المحقق / معامل الأمان التصميمي) -1
لتصميم ناجح، يجب على معامل الأمان المحقق أن يساوي دائمًا معامل الأمان التصميمي أو يكون أكبر منه ليكون هامش الأمان أكبر أو يساوي الصفر. هامش الأمان أحيانًا، ولكن ليس عادةً، يُستخدم كنسبة مئوية، أي أن هامش أمان 0.50 يكافئ لهامش أمان 50%. عندما يجتاز تصميم هذا الاختبار يقال إنه يمتلك «هامش أمان موجبًا»، وبالعكس، «هامش أمان سالبًا» عند عدم اجتيازه.
في مجال الأمان النووي (كما هو مطبق في المنشآت التابعة للحكومة الأمريكية) يعرف هامش الأمان على أنه كمية لا يمكن تخفيضها دون مراجعة المكتب المختص للحكومة. تنشر إدارة الطاقة في الولايات المتحدة DOE G 424.1-1، «دليل تطبيق للاستخدام في مواجهة التساؤلات غير المراجَعة لمتطلبات الأمان» كدليل لتحديد كيفية التعرف إلى والتحديد ما إذا كان هامش أمان ما سيخفض حسب تغيير مقترح. يطور الدليل ويطبق مفهوم هامش أمان نوعي لا يمكن أن يكون صريحًا أو قابلًا للتكميم، ومع ذلك يمكن تقديره كمفهوم لتحديد قبول زيادة أو تخفيض عند اقتراح تغيير. تصبح هذه الطريقة مهمة عند فحص تصاميم ذات هوامش أمان (تاريخية) كبيرة أو غير محددة وتلك التي تعتمد على إجراءات تحكم «ليّنة» كالحدود البرمجية أو المتطلبات البرمجية.